# Buckleya
- Commons
- Wikispecies

Buckleya é um género botânico pertencente à família Santalaceae.